# Olga Matveevskaya
Olga Matveevskaya, född 1882, var en rysk politiker. Hon blev 1917 en av de första tio kvinnorna i det ryska parlamentet. 